# Thomas Pröpper (Fußballspieler)
Thomas Pröpper (* 4. August 1970 in Dorsten) ist ein ehemaliger deutscher Fußballspieler.

## Karriere
Der Mittelfeldspieler stammt aus einer bekannten Fußballerfamilie. Sein Onkel ist der bekannte ehemalige Wuppertaler Spieler Günter Pröpper. Auch sein Bruder Michael und sein Cousin Carsten waren Profifußballer. Von 1992 bis 1994 absolvierte Pröpper für den Wuppertaler SV und Hannover 96 insgesamt 44 Spiele in der 2. Bundesliga und erzielte dabei drei Tore.
Thomas Pröpper wechselte von der Jugend des BVH Dorsten zunächst über Rot-Weiss Essen zum FC Schalke 04, von dort aus zog es ihn 1989 zum Wuppertaler SV. Mit dem WSV errang er 1991/92 die Meisterschaft der Oberliga Nordrhein und feierte den Aufstieg in die 2. Fußball-Bundesliga. Nach einem kurzen Gastspiel bei Hannover 96 wechselte er 1994 gemeinsam mit Wolfram Klein vom Zweitligaabsteiger aus Wuppertal zu Rot-Weiss Essen in die Regionalliga West/Südwest, bevor er für ein Jahr zum Wuppertaler SV zurückkehrte. Für Rot-Weiß Oberhausen erzielte Pröpper in der Regionalliga-Saison 1996/97 elf Tore und scheiterte mit dem Verein als Tabellenzweiter nur knapp am Zweitliga-Aufstieg. Die jährlichen Vereinswechsel setzten sich fort, so spielte er 1998 für den Regionalligisten LR Ahlen, wurde mit Rot-Weiss Essen 1998/99 erneut Meister der Oberliga Nordrhein und wechselte daraufhin gemeinsam mit seinem Mannschaftskameraden Dirk Helmig zum ehemaligen Ligakonkurrenten 1. FC Bocholt. Seine Karriere ließ Thomas Pröpper in der Verbandsliga Niederrhein beim VfB Speldorf ausklingen.